# 但馬ミツロ
但馬 ミツロ（たじま ミツロ、1994年11月4日 - ）は、日本のプロボクサー。愛知県碧南市出身。亀田ジム所属。

## 来歴
愛知県碧南市にて日本人の父とブラジル人の母の間に生まれるが、生後2ヶ月で父が亡くなり、日本語がほとんど話せない母に女手一つで育てられた。
享栄高校でボクシングを始め、中央大学在学中に2年と3年で全日本選手権ライトヘビー級連覇、国体は卒業後の2018年福井国体も併せて3度優勝のアマチュア5冠を達成。
日本代表として2016年リオデジャネイロオリンピックを目指すも帰化申請の遅れと怪我の影響から断念。2020年東京オリンピック開催を前にした2020年2月初旬にアマチュアボクシングを引退。
2020年2月21日、緑ジム所属としてB級プロテスト合格。同年5月中旬にプロデビューを予定していたが、新型コロナウイルス感染拡大のため中止。
2021年6月27日に名古屋国際会議場にて日本ヘビー級王者の上田龍とノンタイトル8回戦でプロデビューを予定していたが、腰痛のためまたしても中止。
2021年9月1日、元3階級世界王者の亀田興毅が会長を務める大阪の3150ファイトクラブ（現在のWORLD3）に移籍。
2021年12月16日、メルパルクホール大阪で開催された3150FIGHT vol.1でJBC管轄外のスペシャルマッチとして、ヘッドギアなし、12オンスグローブ使用、3分4ラウンド、判定なしのルールで、JBCからライセンス無期停止処分中の元WBF世界クルーザー級王者の西島洋介と対戦し、2回TKO勝ちした。
2022年4月29日、メルパルクホール大阪にて韓国ヘビー級3位の金相浩相手に8回戦で2年越しのプロデビューを果たし、初回56秒レフェリーストップTKOで勝利。8回戦以上でのデビューは2012年の井上尚弥以来約10年ぶり8人目（A級デビューとしては9人目）、令和時代では初となった。
2022年8月14日、大阪府立体育会館（エディオンアリーナ大阪）第1競技場にて日本ヘビー級王座決定戦として韓国ヘビー級王者の李晟敏と対戦。試合は1回1分19秒TKOで勝利し、男子では平仲明信、辰吉丈一郎、井上尚弥、田中恒成、清水聡らが持っていた4戦を更新し、女子の松田恵里、千本瑞規と並ぶ国内最速タイとなる2戦目でのタイトル獲得となる日本ヘビー級王座を獲得（2024年に和田まどか、2025年に坪井智也も並ぶ）。なお、この試合では韓国ヘビー級王座も同時に懸けられ、試合後に2本のチャンピオンベルトを肩に掛けたが、JBCは韓国王座の移動には公式には関与していないとし、同王座はすぐ返上された。
次戦は2023年1月7日を予定していたが、但馬が「試合経験を積みたい」と亀田興毅ファウンダーに直訴し、2022年11月27日に176BOXで決行。ナタポン・プランピーマイ相手に日本王座の防衛戦を行い、1回43秒KOで降し初防衛成功。
2023年6月、但馬はヘビー級の世界ランク入りを目指すためにマイク・タイソンのように毎月連続で出場する「マイク・タイソンロード」と称した5ヶ月連続の試合出場を発表。2023年6月10日、5ヶ月連続試合の1戦目として大阪府立体育会館（エディオンアリーナ大阪）第2競技場にてルイス・マリンと対戦し、8回3-0（77-74、78-73×2）で初の判定勝ちを収めた。
2023年7月21日、5ヶ月連続試合の2戦目として後楽園ホールにて韓国のKBF（韓国ボクシングコミッション）ヘビー級王者金正洙と対戦し、8回3-0（79-72、80-71×2）の判定勝ちを収めた。
2023年8月11日、5ヶ月連続試合の3戦目として大阪府立体育会館（エディオンアリーナ大阪）第1競技場にてナコンチャイ・パンテーンと対戦し、1回1分59秒で3試合ぶりにKO勝ちを収めた。
2023年9月3日、5ヶ月連続試合の4戦目としてコンベックス岡山にてアカポップ・エラワーと対戦し、8回2分59秒TKO勝ちを収めた。
2023年10月7日、5ヶ月連続試合の5戦目として大田区総合体育館にて元ベネズエラクルーザー級王者ウィリアムス・オカンドーと対戦し、1回2分9秒KO勝ちを収め、5ヶ月連続試合は全勝で終わった。
2023年11月30日、3150FIGHTのファウンダー・亀田興毅はウズベキスタンで開催されたWBC総会でWBC世界ブリッジャー級王者のルカシュ・ロザンスキー陣営と接触しロザンスキーとのタイトルマッチに向けた交渉を開始。
2024年3月31日、名古屋国際会議場でブリッジャー級と同じ101.60kg契約にして自身初の世界ランカーとの対決としてランキングで一番下のWBC世界ブリッジャー級29位で元WBC地中海クルーザー級王者のアレクサンドル・ジュルと対戦し、8回0-3（72-79×3）の判定負けを喫しプロ11戦目で初黒星となった。
2024年9月、10年ぶりに復活した亀田ジムに移籍。
2025年2月27日、但馬が日本およびOPBF加盟国のボクサーを挑戦者としたタイトルマッチを行うことが困難なためとして同日付で日本ヘビー級王座を返上し、なおかつ但馬の他に日本同級ランカーは不在となっており、今回の返上により日本同級王座は再び凍結状態となった。
2025年5月24日、インテックス大阪でハーバート・マトヴと対戦し、5回2分36秒TKO負けを喫しプロ初のKO負けとなった。但馬は試合後、救急車で病院へ直行した。

## 人物
- アントニオ猪木のテーマ曲『炎のファイター 〜INOKI BOM-BA-YE〜』を入場曲に採用しており、デビュー戦2日前に亀田興毅会長（当時）とともに猪木の下を訪れ承諾を得ている[15]。プロ第5戦からは「猪木」の部分が「ミツロ」に変更され、アレンジも変わった。
- 2020年東京オリンピック日本代表で2021年世界選手権ウェルター級金メダリストの岡澤セオンは大学の1年後輩であり、岡澤は在学中に目標とする選手に但馬の名を挙げていた[16]。
- 2023年に東洋太平洋女子ミニマム級王者の千本瑞規と婚約し、2024年中に婚姻届を提出予定である報じられている[17]。

## 戦績
- アマチュアボクシング：51戦 42勝 (20KO・RSC) 9敗
- プロボクシング：14戦 12勝 (10KO) 2敗

| 戦           | 日付           | 勝敗 | 時間    | 内容    | 対戦相手                 | 国籍       | 備考                                              |
| ------------ | -------------- | ---- | ------- | ------- | ------------------------ | ---------- | ------------------------------------------------- |
| 1            | 2022年4月29日  | ☆    | 1R 0:56 | TKO     | 金相浩                   | 韓国       | プロデビュー戦                                    |
| 2            | 2022年8月14日  | ☆    | 1R 1:09 | TKO     | 李晟敏                   | 韓国       | 日本ヘビー級王座決定戦 韓国ヘビー級タイトルマッチ |
| 3            | 2022年11月27日 | ☆    | 1R 0:43 | KO      | ナタポン・プランピーマイ | タイ       | 日本王座防衛1                                     |
| 4            | 2023年1月6日   | ☆    | 1R 1:15 | KO      | スタット・カラレック     | タイ       |                                                   |
| 5            | 2023年4月16日  | ☆    | 1R 2:00 | KO      | ナビーン・バーマ         | インド     |                                                   |
| 6            | 2023年6月10日  | ☆    | 8R      | 判定3-0 | ルイス・マリン           | ベネズエラ |                                                   |
| 7            | 2023年7月21日  | ☆    | 8R      | 判定3-0 | 金正洙                   | 韓国       |                                                   |
| 8            | 2023年8月11日  | ☆    | 1R 1:59 | KO      | ナコンチャイ・パンテーン | タイ       |                                                   |
| 9            | 2023年9月3日   | ☆    | 8R 2:59 | TKO     | アカポッブ・エラワー     | タイ       |                                                   |
| 10           | 2023年10月7日  | ☆    | 1R 2:09 | KO      | ウィリアムス・オカンドー | ベネズエラ |                                                   |
| 11           | 2024年3月31日  | ★    | 8R      | 判定0-3 | アレクサンドル・ジュル   | ルーマニア |                                                   |
| 12           | 2024年12月21日 | ☆    | 1R 2:21 | KO      | ロスメン・ブリト         | ベネズエラ |                                                   |
| 13           | 2025年3月30日  | ☆    | 4R 0:40 | KO      | ギジェルモ・カサス       | メキシコ   |                                                   |
| 14           | 2025年5月24日  | ★    | 5R 2:36 | TKO     | ハーバート・マトヴ       | ウガンダ   |                                                   |
| テンプレート |                |      |         |         |                          |            |                                                   |

### ボクシングエキシビション
| 戦           | 日付           | 勝敗 | 時間 | 内容 | 対戦相手 | 国籍 | 備考            |
| ------------ | -------------- | ---- | ---- | ---- | -------- | ---- | --------------- |
| 1            | 2021年12月16日 | ☆    | 2R   | TKO  | 西島洋介 | 日本 | 3150FIGHT vol.1 |
| テンプレート |                |      |      |      |          |      |                 |

## 獲得タイトル

### アマチュア
- 2014年度国体成年の部ライトヘビー級優勝
- 2014年度全日本選手権ライトヘビー級優勝
- 2015年度国体成年の部ライトヘビー級優勝
- 2015年度全日本選手権ライトヘビー級優勝
- 2018年度国体成年の部ライトヘビー級優勝

### プロ
- 第4代日本ヘビー級王座（防衛1=返上）
- 韓国ヘビー級王座（防衛0=返上）